# 北街街道 (张掖市)
北街街道，是中华人民共和国甘肃省张掖市甘州区下辖的一个乡镇级行政单位。

## 行政区划
北街街道下辖以下地区：
税亭街社区、东湖小区社区和王母宫社区。